# Краснополянские тоннели
Краснополя́нские тонне́ли — автодорожные тоннели на федеральной трассе Адлер-Красная Поляна в Адлерском районе города Сочи, Краснодарский край, Россия.

## Описание
Расположены в горном массиве правого берега реки Мзымта.
Состоят из одного ствола с организацией двустороннего движения (по одной полосе в каждом направлении).
Длина тоннелей 342 и 425 м.

## История
Построены в 1999—2002 гг.
Ввод в эксплуатацию был совершен 30 декабря 2002 года.
Стоимость работ на момент открытия составила 660 млн руб.